# Garelli KL75
Garelli KL75 war ein leichtes Kraftrad des italienischen Herstellers Garelli, das zwischen 1965 und 1970 produziert wurde. Die Bezeichnung „KL“ stand dabei für „King of the Lightweights“, wie das Modell auf dem US-Markt beworben wurde. Die KL75 hatte einen 49-cm³-Zweitaktmotor und ein Vierganggetriebe mit Fußschaltung.

## Varianten
- 1965–1966: KL75 Rex (US-Version)

49 cm³, 3,8 PS, Motor 354pZKW, Vergaser Dell’Orto ME18BS, 4-Gang-Fußschaltung, 18″-Räder
Geländeversion mit Moto-Cross-Lenker, hochgelegtem Auspuff und Stollenreifen
- 1967–1969: KL75 Gadabout (US-Version)

49 cm³, 5,0 PS, Motor 354pZKW, Vergaser Dell’Orto ME18BS, 4-Gang-Fußschaltung, 18″-Räder
Geländeversion mit Moto-Cross-Lenker, hochgelegtem Auspuff und Stollenreifen
- 1966: KL75 Standard

49 cm³, 5,0 PS, Motor 354nZKW, Vergaser Dell’Orto ME18BS, 4-Gang-Fußschaltung, 18″-Räder
Straßenversion mit Moto-Cross-Lenker
- 1966: KL75 Extra

49 cm³, 5,0 PS, Motor 354nZKW, Vergaser Dell’Orto ME18BS, 4-Gang-Fußschaltung, 18″-Räder
Straßenversion mit Moto-Cross-Lenker

## Technische Daten (KL75 Standard, 1966)
| Merkmal               | Wert                          |
| --------------------- | ----------------------------- |
| Motortyp              | Zweitakt-Einzylinder          |
| Bohrung × Hub         | 40 mm × 39 mm                 |
| Hubraum               | 49 cm³                        |
| Leistung              | 5,0 PS                        |
| Vergaser              | Dell’Orto ME18BS              |
| Zündung               | Schwunglichtmagnetzünder      |
| Kupplung              | Mehrscheiben-Ölbadkupplung    |
| Getriebe              | 4-Gang mit Fußschaltung       |
| Antrieb               | Kette                         |
| Rahmen                | Stahlrohrrahmen               |
| Vorderradaufhängung   | Teleskopgabel                 |
| Hinterradaufhängung   | Schwinge mit zwei Federbeinen |
| Räder                 | 18 Zoll                       |
| Sitzplätze            | zwei                          |
| Höchstgeschwindigkeit | ca. 80 km/h                   |

## Besonderheiten
Die KL75-Modelle zeichneten sich durch eine robuste Konstruktion und einfache Technik aus. Alle Modelle waren Zweisitzer, hatten vorn eine Teleskopgabel, eine Hinterradschwinge mit zwei Federbeinen und boten sich für Stadtverkehr und Landstraßenfahrten an.